# 얼라이언스번스틴
얼라이언스번스틴(AllianceBernstein Holding L.P.)은 미국 테네시주 내슈빌에 본사를 두고 있는 세계적인 자산운용그룹이다. 2024년 1월 기준 관리자산은 약 1,000조원이다.

## 역사
얼라이언스번스틴의 역사는 약 1967년 개인투자관리회사인 샌포드 번스틴(Sanford C. Bernstein)이 설립되면서부터 시작되었다. 1971년, 미국 DLJ증권의 투자관리부문이 무디스의 투자자문부문과 합병되면서 얼라이언스 캐피탈(Alliance Capital)이 설립되는데, 이에 2000년, 얼라이언스 캐피탈이 샌포드 번스틴을 인수하면서 얼라이언스번스틴(AB)으로 사명을 변경하였다. 현재 샌포드 번스틴은 얼라이언스번스틴그룹의 셀사이드(sell-side) 부문 조직으로 운영되고 있다.

## 대상고객
얼라이언스번스틴은 개인, 기관 및 소매고객을 대상으로 영업을 하며, 자산운용부문은 유럽, 아시아, 태평양 주변 및 아메리카에서 운영된다.

## 경영진
- 쎄스 번스틴 (Seth Bernstein)  - 사장 및 최고경영자 (CEO)
- 오누르 에르잔 (Onur Erzan) - 글로벌 클라이언트 그룹 및 프라이빗 웰스 대표
- 칼 스푸룰스 (Karl Sprules) - 최고운영책임자 (COO)
- 마크 맨리 (Mark Manley) - 법무 자문위원 및 글로벌 준법감시부 총괄
- 빌 지머스 (Bill Siemers) - 임시 최고재무관리자 및 회계관리자
- 로버트 반 부르그 (Robert Van Brugge) - 샌포드 C. 번스틴 대표

## 그 외
얼라이언스번스틴그룹의 뉴욕 본사는 미국 인기 TV프로그램인 <오피스(The Office)> 극중 던더-미플린社의 뉴욕본사 배경으로도 유명하다.

## 같이 보기
- 상호 펀드